# Nicole Ludwig

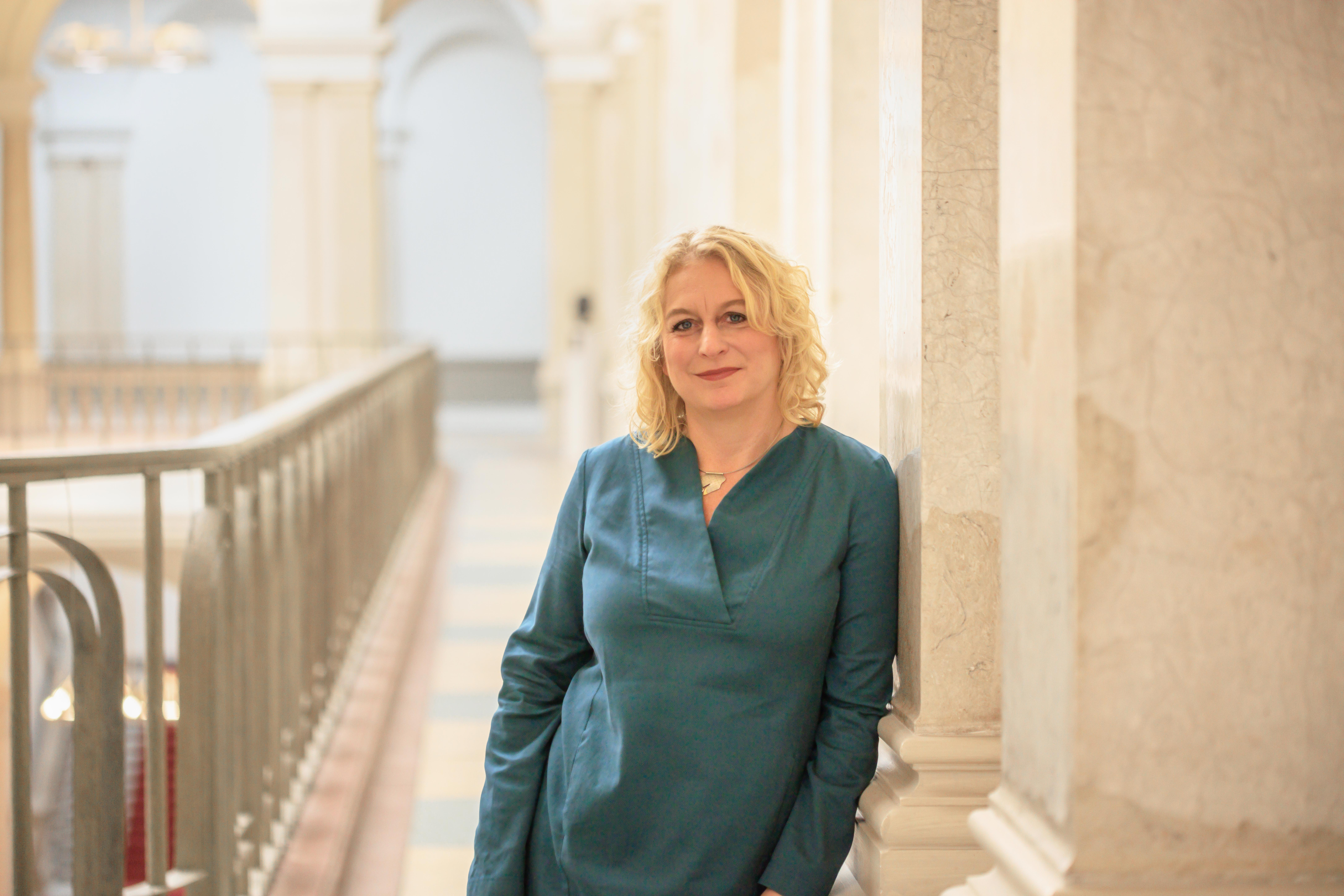
Nicole Ludwig (2018)

Nicole Ludwig (* 5. Juni 1971 in Berlin-Wilmersdorf) ist eine deutsche Politikerin (Bündnis 90/Die Grünen). Sie war von 2011 bis 2016 und erneut von 2018 bis 2021 Mitglied des Berliner Abgeordnetenhauses.

## Leben
Nach ihrer kaufmännischen IHK-Ausbildung bei der Axel-Springer-Verlag AG (1988–1990) arbeitete Ludwig insgesamt zehn Jahre in dem Verlagshaus, zuletzt als Leiterin des Büros von Axel Springer Interactive Media Berlin. 1999 wechselte sie zu dem ersten von den Samwer-Brüdern gegründeten Startup Alando.de (später an eBay verkauft) und war dort in der Marketingleitung tätig. Im selben Jahr gründete sie die teXXas GmbH, die auf einer Website über Veranstaltungen im Internet informierte. Nach einer dreijährigen Tätigkeit als deren Geschäftsführerin arbeitete Ludwig in den folgenden Jahren als selbstständige Medienberaterin. Parallel studierte sie an der Fernuniversität Hagen Umweltwissenschaften. Von 2005 bis 2007 war sie Inhaberin einer Kochschule. Zwischen 2007 und 2013 war sie als Beraterin für Neue Medien und später als Produktmanagerin Elektronische Medien beim TV-Metadaten-Anbieter pps GmbH tätig.

## Politik
Seit 2004 ist Ludwig Mitglied der Partei Bündnis 90/Die Grünen. Von 2005 bis 2007 war sie Vorstand des Kreisverbandes in Charlottenburg-Wilmersdorf und wurde 2006 in die Bezirksverordnetenversammlung von Charlottenburg-Wilmersdorf gewählt, in der sie ab 2008 als Fraktionsvorsitzende wirkte. Bei der Abgeordnetenhauswahl 2011 kandidierte sie als Direktkandidatin in Charlottenburg-Wilmersdorf für den Wahlkreis 3 sowie auf der Landesliste von Bündnis 90/Die Grünen, über die sie in das Berliner Abgeordnetenhaus einzog. Dort war sie Sprecherin für Wirtschaft, Haushalt und Tourismus der Fraktion Bündnis 90/Die Grünen. Darüber hinaus war sie Mitglied im Hauptausschuss, im Ausschuss für Wirtschaft, Forschung und Technologie, im Unterausschuss Haushaltskontrolle sowie im Unterausschuss Bezirke. 2016 kandidierte sie erneut für das Abgeordnetenhaus und verpasste den Wiedereinzug über die Landesliste knapp. Am 5. Januar 2018 zog Ludwig als Nachrückerin erneut in das Parlament ein, nachdem der Parlamentarier Stefan Gelbhaar bei der Bundestagswahl ein Mandat erreicht hatte und aus dem Abgeordnetenhaus ausschied. Sie war dann als Sprecherin für Wirtschaft und Sport tätig sowie Mitglied im 2. Untersuchungsausschuss „BER II“.

## Mitgliedschaften
Ludwig ist Mitglied von Foodwatch, dem ADFC, dem Ökowerk Teufelsberg, sowie Fördermitglied des Kiezbündnis Klausenerplatz e. V.